# Петер Тот
Петер Тот (мађ. Tóth Péter) је био мађарски мачевалац, олимпијац, чија је специјалност био флорет. Такмичио на Интеркалираним играма 1906. и на Олимпијским играма 1908, 1912. и 1928. године. Освојио је екипне златне медаље у сабљи 1908. и 1912. године, појединачно је делио пети и шести место. Освојио је појединачну бронзану медаљу у дисциплини три поготка сабљом 1906. Године 1928. освојио је пето место у екипно са флоретом. У домаћим такмићењима Тот је између 1907. и 1934. освојио 17 мађарских титула са флоретом и сабљом, и такмичио се све до 1937. године.
Тот је био један од оснивача Федератион Интернатионале д'Есцриме 1913. Умро је у Будимпешти, стар 84 године, након што га је ударио камион.